# Totnes (circonscription britannique)
Circonscription parlementaire de la Chambre des communes
La circonscription de Totnes est une circonscription située dans le Devon, et représentée à la Chambre des communes du Parlement britannique.

## Géographie
La circonscription comprend :
- Les villes de Totnes, Dartmouth et Brixham

## Députés
Les Members of Parliament (MPs) de la circonscription sont :
1885-1959
| Législature            | Années    | Député                  | Député                  | Parti             |
| ---------------------- | --------- | ----------------------- | ----------------------- | ----------------- |
| Totnes                 |           |                         |                         |                   |
| 23e                    | 1885–1886 |                         | Francis Bingham Mildmay | Libéral           |
| 24e                    | 1886–1892 |                         | Francis Bingham Mildmay | Libéral-unioniste |
| 25e                    | 1892–1895 |                         | Francis Bingham Mildmay | Libéral-unioniste |
| 26e                    | 1895–1900 |                         | Francis Bingham Mildmay | Libéral-unioniste |
| 27e                    | 1900–1906 |                         | Francis Bingham Mildmay | Libéral-unioniste |
| 28e                    | 1906–1910 |                         | Francis Bingham Mildmay | Libéral-unioniste |
| 29e                    | 1910–1910 |                         | Francis Bingham Mildmay | Libéral-unioniste |
| 30e                    | 1910–1918 |                         | Francis Bingham Mildmay | Libéral-unioniste |
| 30e                    | 1912-1918 |                         | Francis Bingham Mildmay | Unioniste         |
| 31e                    | 1918–1922 |                         | Francis Bingham Mildmay | Unioniste         |
| 32e                    | 1922–1923 | Samuel Emile Harvey     |                         | Unioniste         |
| 33e                    | 1923–1924 |                         | Henry Harvey Vivian     | Libéral           |
| 34e                    | 1924–1929 |                         | Samuel Emile Harvey (2) | Conservateur      |
| 35e                    | 1929–1931 |                         | Samuel Emile Harvey (2) | Conservateur      |
| 36e                    | 1931–1935 |                         | Samuel Emile Harvey (2) | Conservateur      |
| 37e                    | 1935–1945 | Ralph Herbert Rayner    |                         | Conservateur      |
| 38e                    | 1945–1950 | Ralph Herbert Rayner    |                         | Conservateur      |
| 39e                    | 1950–1951 | Ralph Herbert Rayner    |                         | Conservateur      |
| 40e                    | 1951–1955 | Ralph Herbert Rayner    |                         | Conservateur      |
| 41e                    | 1955–1959 | Raymond Llewellyn Mawby |                         | Conservateur      |
| Circonscription abolie |           |                         |                         |                   |

Depuis 1997
| Législature           | Années       | Député          | Député              | Parti        |
| --------------------- | ------------ | --------------- | ------------------- | ------------ |
| Recréée de South Hams |              |                 |                     |              |
| 52e                   | 1997–2001    |                 | Anthony Steen       | Conservateur |
| 53e                   | 2001–2005    |                 | Anthony Steen       | Conservateur |
| 54e                   | 2005–2010    |                 | Anthony Steen       | Conservateur |
| 55e                   | 2010–2015    | Sarah Wollaston |                     | Conservateur |
| 56e                   | 2015–2017    | Sarah Wollaston |                     | Conservateur |
| 57e                   | 2017–2019    | Sarah Wollaston |                     | Conservateur |
| 57e                   | 2019         | Sarah Wollaston |                     | Change UK    |
| 57e                   | 2019         | Sarah Wollaston | Indépendant         |              |
| 57e                   | 2019         | Sarah Wollaston | Libéraux-démocrates |              |
| 58e                   | 2019–Présent |                 | Anthony Mangnall    | Conservateur |